# No Men Beyond This Point
No Men Beyond This Point ist ein kanadischer Science-Fiction-Film im Stile einer Mockumentary von Mark Sawers, der am 27. Januar 2015 im Rahmen des Internationalen Film Festivals in Rotterdam seine Premiere feierte.

## Handlung
Im Jahr 1953 war es möglich geworden, dass sich Frauen ohne das Zutun von Männern reproduzieren. Es werden auch keine Männer mehr geboren, und diese sind aus allen wichtigen Positionen verschwunden. Sex und Gewalt werden geächtet, und das männliche Geschlecht wird zur aussterbenden Rasse. Die wenigen verbliebenen Männer werden in einem Reservat gehalten und sind nicht mehr Teil der Gesellschaft, mit der Ausnahme von einigen wenigen Männern, die niedrige Arbeiten verrichten dürfen. In dieser Welt, in der Frauen die Hosen anhaben, asexuell geworden sind und keine männlichen Nachkommen mehr bekommen, ist es nun an dem ruhigen und bescheidenen Haushaltshelfer Andrew Myers dafür zu sorgen, dass das männliche Geschlecht nicht ausstirbt. Der 37-Jährige ist der jüngste lebende Mann auf der Erde und arbeitet für eine Familie, die nur aus Frauen besteht.

## Rezeption

### Kritiken
John DeFore von The Hollywood Reporter meint: Mark Sawers erschuf, abgesehen von eins, zwei witzigen Szenen, eine nur wenig pointierte Satire. DeFore meint zudem, der Film sei nicht provokativ oder amüsant genug, um ein Import-Potenzial zu haben.

### Auszeichnungen (Auswahl)
Vancouver Film Critics Circle 2016
- Auszeichnung mit dem VFCC Award als Beste Nebendarstellerin in einem kanadischen Film (Tara Pratt)
- Nominierung für den VFCC Award als Bester British Columbia Film
- Nominierung für den VFCC Award als Bester Regisseur eines British Columbia Film (Mark Sawers)